# آلاگوینها
آلاگوینها (به پرتغالی: Alagoinha) یک منطقهٔ مسکونی در برزیل است که در پرنامبوکو واقع شده‌است. آلاگوینها ۲۰۰٫۴۲ کیلومتر مربع مساحت و ۱۴٬۷۱۸ نفر جمعیت دارد و ۷۲۶ متر بالاتر از سطح دریا واقع شده‌است.